# Edgar Lehr
Edgar Lehr (30 de junho de 1969) é um biólogo e professor alemão. Terminou o mestrado em biologia em 1999, na Universidade de Mainz e o doutorado em zoologia em 2001, na Universidade de Frankfurt. Seu foco de pesquisa são anfíbios e répteis do Peru e Ruanda. Mas atualmente está focado nas espécies do género Pristimantis da Floresta de Proteção Pui Pui, no Peru. Também ensina biologia na Universidade de Illinois nos Estados Unidos. Já descreveu várias espécies de anuros, como Pristimantis ashaninka e a rã-de-borracha-de-attenborough.